# 이토 다쿠마
이토 다쿠마(일본어: 伊藤 拓真, 1986년 8월 11일 ~ )는 일본의 전 축구 선수이다.

## 구단 경력
과거 더스파 구사쓰에서 활동하였다.